# Thomas Nemouthe
Thomas Nemouthe (Le Blanc-Mesnil, 16 gennaio 2001) è un calciatore francese, della Guyana francese, centrocampista del 93 BBG e della nazionale della Guyana francese.

## Carriera

### Club
Ha giocato tra la terza divisione e la quinta divisione francese.

### Nazionale
Il 22 maggio 2022 ha esordito con la nazionale della Guyana francese, giocando l'amichevole vinta per 3-1 contro il Suriname.

## Statistiche

### Presenze e reti nei club
Statistiche aggiornate al 3 giugno 2022.
| Stagione        | Squadra             | Campionato      | Campionato | Campionato | Coppe nazionali | Coppe nazionali | Coppe nazionali | Coppe continentali | Coppe continentali | Coppe continentali | Altre coppe | Altre coppe | Altre coppe | Totale | Totale |
| Stagione        | Squadra             | Comp            | Pres       | Reti       | Comp            | Pres            | Reti            | Comp               | Pres               | Reti               | Comp        | Pres        | Reti        | Pres   | Reti   |
| --------------- | ------------------- | --------------- | ---------- | ---------- | --------------- | --------------- | --------------- | ------------------ | ------------------ | ------------------ | ----------- | ----------- | ----------- | ------ | ------ |
| feb.-mar. 2020  | Paris FC 2          | N3              | 4          | 0          |                 | -               | -               |                    | -                  | -                  |             | -           | -           | 4      | 0      |
| 2020-2021       | Paris FC 2          | N3              | 6          | 0          |                 | -               | -               |                    | -                  | -                  |             | -           | -           | 6      | 0      |
| gen.-feb. 2021  | Paris FC            | L2              | 0          | 0          | CF              | 2               | 0               |                    | -                  | -                  |             | -           | -           | 2      | 0      |
| 2021-2022       | Créteil-Lusitanos   | N               | 11         | 0          | CF              | 1               | 0               |                    | -                  | -                  |             | -           | -           | 12     | 0      |
| 2021-2022       | Créteil-Lusitanos 2 | N3              | 7          | 0          |                 | -               | -               |                    | -                  | -                  |             | -           | -           | 7      | 0      |
| Totale carriera | Totale carriera     | Totale carriera | 28         | 0          |                 | 3               | 0               |                    | -                  | -                  |             | -           | -           | 31     | 0      |

### Cronologia presenze e reti in nazionale
| Cronologia completa delle presenze e delle reti in nazionale ― Guyana francese | Cronologia completa delle presenze e delle reti in nazionale ― Guyana francese | Cronologia completa delle presenze e delle reti in nazionale ― Guyana francese | Cronologia completa delle presenze e delle reti in nazionale ― Guyana francese | Cronologia completa delle presenze e delle reti in nazionale ― Guyana francese | Cronologia completa delle presenze e delle reti in nazionale ― Guyana francese | Cronologia completa delle presenze e delle reti in nazionale ― Guyana francese | Cronologia completa delle presenze e delle reti in nazionale ― Guyana francese |
| Data                                                                           | Città                                                                          | In casa                                                                        | Risultato                                                                      | Ospiti                                                                         | Competizione                                                                   | Reti                                                                           | Note                                                                           |
| ------------------------------------------------------------------------------ | ------------------------------------------------------------------------------ | ------------------------------------------------------------------------------ | ------------------------------------------------------------------------------ | ------------------------------------------------------------------------------ | ------------------------------------------------------------------------------ | ------------------------------------------------------------------------------ | ------------------------------------------------------------------------------ |
| 22-5-2022                                                                      | Caienna                                                                        | Guyana francese                                                                | 3 – 1                                                                          | Suriname                                                                       | Amichevole                                                                     | -                                                                              |                                                                                |
| 3-6-2022                                                                       | Caienna                                                                        | Guyana francese                                                                | 2 – 0                                                                          | Guatemala                                                                      | CONCACAF Nations League 2022-2023 - Fase a gironi                              | 1                                                                              |                                                                                |
| 6-6-2022                                                                       | Santo Domingo                                                                  | Rep. Dominicana                                                                | 2 – 3                                                                          | Guyana francese                                                                | CONCACAF Nations League 2022-2023 - Fase a gironi                              | -                                                                              |                                                                                |
| 10-6-2022                                                                      | Belmopan                                                                       | Belize                                                                         | 1 – 1                                                                          | Guyana francese                                                                | CONCACAF Nations League 2022-2023 - Fase a gironi                              | -                                                                              |                                                                                |
| 14-6-2022                                                                      | Caienna                                                                        | Guyana francese                                                                | 1 – 0                                                                          | Belize                                                                         | CONCACAF Nations League 2022-2023 - Fase a gironi                              | -                                                                              | 90’                                                                            |
| 23-3-2023                                                                      | Remire-Montjoly                                                                | Guyana francese                                                                | 1 – 1                                                                          | Rep. Dominicana                                                                | CONCACAF Nations League 2022-2023 - Fase a gironi                              | -                                                                              | 65’                                                                            |
| 28-3-2023                                                                      | Città del Guatemala                                                            | Guatemala                                                                      | 4 – 0                                                                          | Guyana francese                                                                | CONCACAF Nations League 2022-2023 - Fase a gironi                              | -                                                                              | 73’                                                                            |
| 17-6-2023                                                                      | Fort Lauderdale                                                                | Guyana francese                                                                | 4 – 1                                                                          | Sint Maarten                                                                   | Qual. Gold Cup 2023                                                            | 1                                                                              | 76’                                                                            |
| 21-6-2023                                                                      | Fort Lauderdale                                                                | Saint Kitts e Nevis                                                            | 1 – 1 (5 - 3 dtr)                                                              | Guyana francese                                                                | Qual. Gold Cup 2023                                                            | -                                                                              | 53’                                                                            |
| Totale                                                                         |                                                                                | Presenze                                                                       | 9                                                                              |                                                                                | Reti                                                                           | 2                                                                              |                                                                                |